# باستیدا د دوسی
باستیدا د دوسی (به ایتالیایی: Bastida de' Dossi) یک کومونه در ایتالیا است که در استان پاویا واقع شده‌است.

## خصوصیات
باستیدا د دوسی ۱٫۷ کیلومترمربع مساحت و ۱۷۸ نفر جمعیت دارد و ۷۷ متر بالاتر از سطح دریا واقع شده‌است.